# Aidone
Aidone település Olaszországban, Szicília régióban, Enna megyében. Lakosainak száma 4183 fő (2023. január 1.). Aidone Enna, Piazza Armerina, Raddusa, Ramacca és Mineo községekkel határos.

## Népesség
A település népességének változása:
| Lakosok száma | 4852 | 4805 | 4183 |
|               | 2017 | 2018 | 2023 |